# صادوق
صادوق، (بالعبرية: צדוק הכהן‏)، ومعناه "صادق، وبار") هو شخصية توراتية ورئيس كهنة بني إسرائيل، وهو ابن أخيطوب ويصل نسبه إلى أليعازار بن هارون. حسب العهد القديم كان رئيس كهنة بني إسرائيل في عهد داود وسليمان. ساعد الملك داود خلال ثورة ابنه أبشالوم، وكان له دور فعال في إيصال سليمان إلى العرش وأدار تتويج سليمان. بعد بناء سليمان للهيكل الأول في القدس، كان صادوق أول رئيس كهنة يخدم هناك.

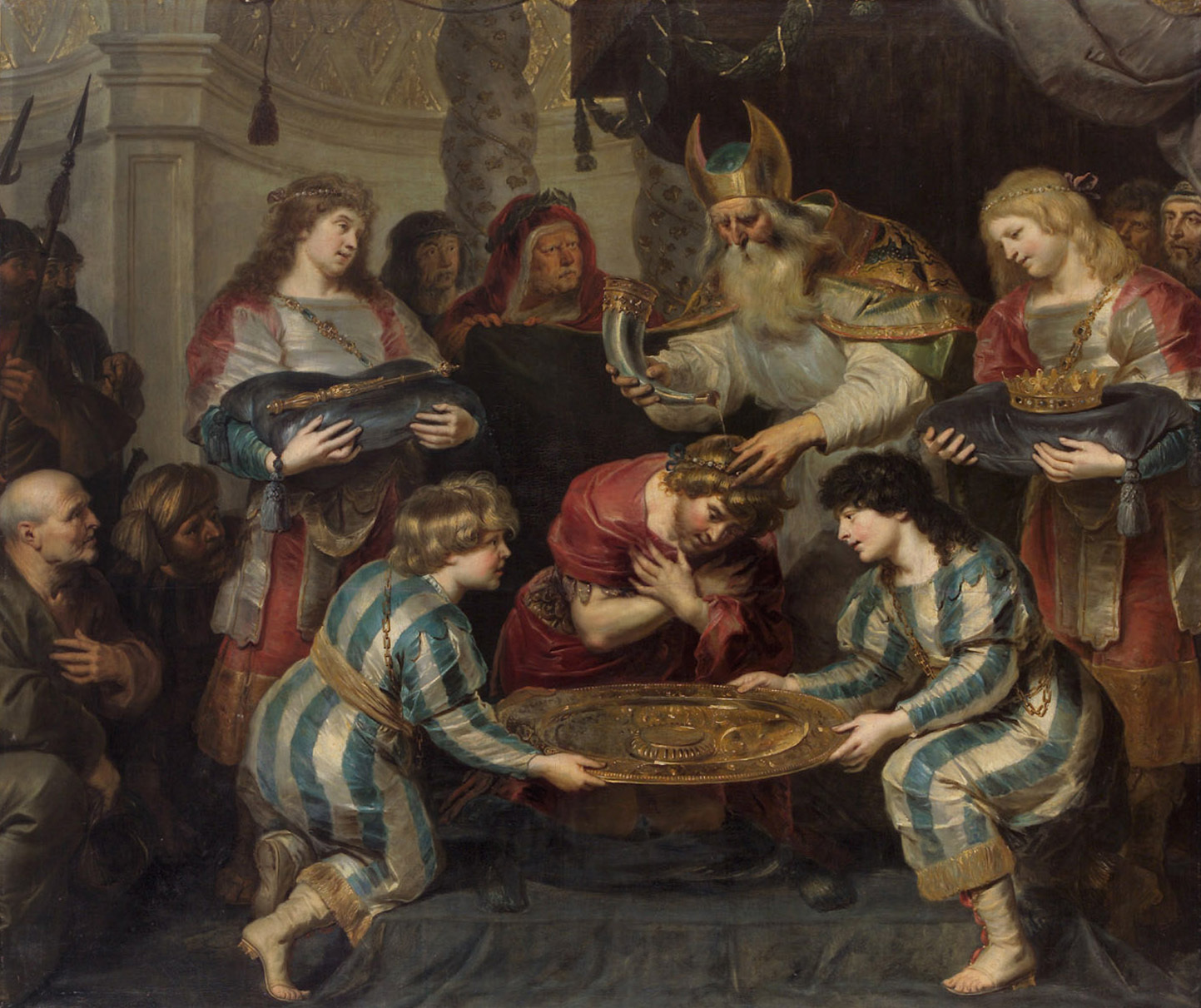
مسح سليمان بريشة كورنيليس دي فوس.

النبي حزقيال مجَّد في سفر حزقيال أبناء صادوق، وذكر أنهم كانوا يعارضون الوثنية في عهد انتشار العبادة الوثنية.